# Amora (Portugal)
Amora er en by i det vestlige Portugal, med 48.629(2011) indbyggere. Byen ligger i regionen Lissabon.